# Detector de uniones no lineares
Un detector de uniones no-lineales, o NLJD (en sus iniciales en inglés), es un dispositivo que irradia una pequeña región de espacio con radiación RF de alta frecuencia. Cualquier unión no lineal en su alcance, particularmente una unión PN, recibirá esta energía, y debido a la naturaleza no lineal de la unión, esta la rectificará, re-emitiendo algo de ella en múltiplos de la frecuencia de radiación (ver Armónico). El detector posee un sensible recibidor sintonizado para captar estos Armónicos, así como procesamientos y displays para informar al usuario del dispositivo.
Como la base de casi toda la electrónica de semiconductores es la unión PN, un NLJD es capaz de detectar casi todos los electrónicos sin blindaje, incluso si los sistemas están prendidos o apagados. Puede incluso detectar cosas que no son de naturaleza electrónica. El uso del dispositivo requiere un mínimo de habilidad y experiencia.